# Извору (Ваља Лунга)
Извору (рум. Izvoru) насеље је у Румунији у округу Дамбовица у општини Ваља Лунга. Oпштина се налази на надморској висини од 359 m.

## Становништво
Према подацима из 2002. године у насељу је живело 504 становника, од којих су сви румунске националности.